# Juan Palmero
Juan Severino Palmero (Devoto, Provincia de Córdoba (Argentina), 30 de julio de 1903 - Córdoba, 18 de septiembre de 2003) fue un abogado y político argentino, que ejerció el cargo de Ministro del Interior entre 1963 y 1966, durante la presidencia de Arturo Illia.

## Biografía
Vivió durante su infancia y juventud en la localidad cordobesa
de Las Varillas, y cursó la carrera de Derecho en la Universidad Nacional de Córdoba, donde se afilió a la Unión Cívica Radical, atraído por la influyente figura del dirigente cordobés Amadeo Sabattini.
En 1937 fue elegido senador provincial por el Departamento San Justo. Fue también miembro del directorio del Banco de la Provincia de Córdoba. Ejerció diversos cargos partidarios durante la presidencia de Juan Domingo Perón, y fue un activo dirigente del sector radical unionista. Fue considerado uno de los dirigentes más importantes del radicalismo cordobés cuando el liderazgo de Sabattini decayó.
En 1955 fue nombrado ministro de gobierno de Medardo Gallardo Valdez, que ejerció la intervención del gobierno cordobés durante la dictadura de Aramburu. También fue presidente del Colegio de Abogados de la Provincia de Córdoba.
Al producirse la escisión del radicalismo adhirió a la Unión Cívica Radical del Pueblo, alianza entre los unionistas y el sector dirigido por Ricardo Balbín.
En 1963 fue nombrado Ministro del Interior por el presidente Arturo Illia. Ejerció ese cargo durante toda la presidencia del mismo. Tuvo entre sus colaboradores al después presidente Fernando de la Rúa.
Fue el encargado de negociar con las dos fuerzas que comprometían la estabilidad del gobierno de Illia, los peronistas y los militares, que se oponían a toda posibilidad del regreso de ese partido a la acción política.
El 21 de octubre de 1965 la CGT lanzó un plan de lucha y hubo marchas en las principales plazas de Buenos Aires. Todas fueron disueltas violentamente por órdenes del ministerio del Interior Juan Palmero. En la plaza de Morón, el Escuadrón Güemes de la policía de la provincia mató a balazos a Néstor Méndez, un trabajador bancario, militante de la Federación Juvenil Comunista. El mismo escuadrón mató en la plaza de San Justo a José Gabriel Mussi y Ángel Norberto Retamar, jóvenes obreros metalúrgicos peronistas.[cita requerida] La organización de las elecciones legislativas de 1965, en que se permitió la participación del peronismo, pero sin utilizar su nombre oficial, y en las que éste resultó triunfante, pareció señalar la imposibilidad de que los militares permitieran a Illia continuar su mandato. El triunfo de algunos gobernadores peronistas a principios del año siguiente, como José Humberto Martiarena en la Provincia de Jujuy terminó de condenar a Illia: fue depuesto en el mes de junio por un golpe de Estado.
Retirado de la actividad política tras el golpe de Estado de junio de 1966, se dedicó a su profesión de abogado hasta una edad muy avanzada.
Falleció en la ciudad de Córdoba pocas semanas después de cumplir cien años, en 2003. Tenía seis hijos, 27 nietos y 25 bisnietos. Sus restos descansan en un cementerio privado de Villa Allende, cerca de Córdoba capital.